# Močile
Močíle so naselje v Občini Črnomelj.

## Geografija
Pomembnejša bližnja naselja so: Stari trg ob Kolpi (0,1 km), Črnomelj (16 km) in Predgrad (3 km).